# Историја учешћа лаика у суђењу
Историја учешћа лаика у суђењу има корене у далекој прошлости људског друштва. Некада су суђења лаика заправо била једини познат облик суђења, да би касније доминантну улогу стекле професионалне судије. Данас се може говорити о компромису између ове две крајности. Развој учешћа лаика може се пратити кроз неколико великих историјских периода.

## Племенска заједница
Кршење норми је постојало у племенској заједници, као и у сваком људском друштву од тада. Иако су та правила била неписана, обичајна и често неразлучива од религиозних представа, то није утицало на њихову обавезујућу снагу. Поред најпримитивнијих а потом и напреднијих метода кажњавања од стране заједнице - постојали су и велики племенски зборови. Искристалисала се свест да је понашање противно норми опасност за читаво тадашње микро-друштво, и да је логично да се и читаво друштво, или његов највећи део, укључи у решавање питања кривице. Та идеја у својој суштини и данас има утицаја на укључивање грађана у судски процес.
Велики племенски зборови руководили су се обичајима, како у питањима материјалног права, тако и у питањима самог поступка. Из разумљивих разлога, детаљи суђења нису сасвим познати, али се може претпоставити да је суђење имало облик велике јавне расправе, уз евентуално учешће неких облика сведочења.
Јасно је да овде није у питању учешће лаика у суђењу у данашњем смислу, из простог разлога што других судија сем лаика није ни било. Професионализација судија појавиће се тек са појавом државе. Уколико се читав процес суђења сагледа у целини и узме у обзир да није ни могло бити професионалних судија, може се закључити и да није било никаквих других елемената осим поротних, тако да је читав процес био једно велико суђење пред великом поротом. Одређена аналогија може се повући са каснијим атинским системом суђења.
Установа пороте у средњи век стигла је преко нешто развијенијих племенских заједница варварских племена у Европи (попут германских племена и др.) али суштински поротно суђење у својој бити потекло је из првобитне заједнице, а касније је само мењано и развијано.

## Робовласнички период

### Вавилонско царство
Систем суђења у Старом вавилонском царству по расположивим подацима показује да је било присутно учешће лаичког елемента. Потребно је напоменути да кривични и грађански судски поступак нису били раздвојени, што је и очекивано, као и то да се могло десити да се одређени случајеви, иако слични, поверавају различитим органима на суђење.
Највећи број предмета је пресуђивао управник града – rabianum, у присуству неколицине угледних грађана, дамкара. Ово се тумачи као извесни остатак поротног суђења из племенске прошлости, али се намеће и аналогија са данашњим судијама-поротницима и једном већу које суди. Анализа оваквог суђења, и поред оскудних података, говори да судство и управа нису били одвојени али да је судски поступак ипак имао своју засебност. Јасан контраст у односу на оваква суђења је други тип поступака, где су судиле искључиво владареве судије, daijanum, у колегијуму.

### Атина
Учешће атинских грађана у суђењима везује се највише за Солонове реформе око 594. п. н. е. које су омогућиле улазак нижих слојева грађана у политички и правни живот Атине. Један од резултата таквог процеса је и настанак врховног судског органа под називом хелиеја. Хелиеју је чинило шест хиљада пуноправних атинских грађана, старости од 30 – 60 година, бираних коцком на период од годину дана. Хелиеја се даље делила на мања судска већа – дикастерије, чија је величина варирала у зависности од значаја спора од 201 до 1501 хелијаста, а сасвим изузетно хелиеја је судила у пуном саставу.
Није прављена разлика између грађанских и кривичних поступака. Да би се обезбедила што потпунија објективност суђења, судским већима се спор додељивао коцком на сам дан суђења. Исто тако и судије које ће одређеног дана судити су се бирале коцком од оних који су се тај дан појавили. У прво време дужност је била почасна, да би плаћање било уведено од стране Перикла. Одлучивали су сви чланови суда, по посебној процедури, убацивањем одређеног предмета у урну.
Хелиеја се може сматрати државним судом, или можда још прецизније државно-грађанским судом јер је државна организација у атинском полису била испреплетана са друштвеном организацијом и великим учешћем лаика. У сваком случају је карактерише јасна организација и правила поступка.

### Рим
Римска држава је пролазила кроз различите периоде државног уређења, а са тим периодима мењао се и начин суђења. Генерална тенденција је професионализација и преузимање суђења у државне руке.
Грађански поступак у Риму прошао је кроз три одвојена периода, од којих је учешће лаика карактеристично за прва два типа поступка – легисакциони судски поступак и формуларни судски поступак. Трећи тип поступка - екстраординарни или когнициони карактерише преузимање суђења у руке професионалних судија постављених од стране владара, одсуство јавности, теорија формалних доказа и друге особине које овај поступак, за разлику од претходних, чине пре свега инквизиционим. Учешћа лаика овде нема ни у једном облику.
Легисакциони поступак састојао се из два дела, од којих се први одвијао пред државним органом – претором а други, главни, пред изабраним судијом-лаиком. Избор судије вршио се са списка уважених грађана, у прво време искључиво сенатора а касније и еквестара. За неке спорове пресуду је доносила група од три или пет судија-лаика (арбитара) а за статусна питања веће од десет грађана. За спорове о својини велике вредности и о наслеђу судио је центумвирални суд (са више од стотину судија) који је судио у већима званим трибунали. Судије су судиле по слободном уверењу, а систем изношења доказа и “судског двобоја” уопште носи карактеристике адверзијалног система.
Формуларни поступак није донео суштинске измене. Листа арбитара са које су странке бирале судију проширена је и крајем републике се на њој налазило око пет хиљада угледних грађана. У погледу самог суђења, претор је добио овлашћење да даје судији упутство како да донесе пресуду када утврди чињенице. Чињенице су од стране судије или већа и даље биле утврђиване слободном оценом.
Кривични поступак у раном периоду римске историје налазио се у рукама магистрата а изузетно скупштине. Овде се лаички елемент у суђењу јављао тек уколико би осуђени на смрт (и то искључиво он) поднео специфичну жалбу (provocatio ad populum – обраћање народу) центуријатској скупштини. У случају блаже казне провокација је упућивана трибутској народној скупштини. О провокацији ће касније одлучивати владар и када буду установљени поротни судови.
У приближно исто време када се јавља формуларни грађански поступак, на предлог Калпурнија Пизона 149. п. н. е. донет је lex Calpurnia, који је уз друге новине, увео поротне судове за већину кривичних дела. Од тада су магистрати могли доносити пресуде само за неке мање важне деликте или у изузетним ситуацијама (у рату и слично).
Пороте ових судова биране су коцком са списка од неколико стотина људи, и тај списак пратила су слична дешавања као и онај у грађанским споровима. Пороте су обично бројале сто људи, а тужилац и тужени имали су право да одбаце један број поротника, што је новина која постоји и данас. Временом су се усталиле неке пороте (quaestiones perpetuae) и специјализовале за одређена кривична дела као што су тровања или убиства из заседе. Поротници су одлучивали убацивањем плочица у одређену посуду, а на плочицама је писало А (absolvo – ослобађам), C (condemno – осуђујем) или N (non liquet) уколико је био неодлучан. Пребројавање гласова вршио је претор.
Са порастом утицаја владара у периодима принципата и домината и овај начин суђења је подређен владаревом ауторитету, слично као и у погледу грађанских парница.

## Средњи век

### Германско право
Германска племена која су крајем 5. века н. е. срушила Западно римско царство донела су са собом сопствене системе суђења. Иако су међу разним племенима постојале извесне разлике, углавном је судски поступак био сличан. Суђење је пре свега вршено у центенама, мањим територијалним јединицама у оквиру грофовија. Учешће лаичког елемента било је врло изражено, пре свега у франачком систему суђења који историјски најпознатији.

Суду у центени председавао је тунгин (називан и викар, начелник центене) а суђењу су присуствовали сви одрасли мушкарци из центене. Пресуду би предлагали људи из народа познати по томе што се добро разумеју у обичаје – по правилу седморица (rahinburgi). Те људе је именовао тунгин за сваки одређени случај, а о предлогу рахинбурга су се изјашњавали сви присутни. Овакав суд, назван mallum је пресуђивао највећи број случајева. Само је код Лангобарда судија био инокосан.
Карло Велики је суђење преместио у надлежност грофова уз помоћ сталних, доживотно изабраних скабина. Учешће лаичког елемента огледало се само у присуству свих одраслих мушкараца у том подручју, али они више нису имали никакву улогу у одлучивању.

### Енглеско право
За енглеско право у овом периоду карактеристичан је настанак и развој поротног система суђења, а његов финални облик у употреби је данас у земљама англосаксонског права. Порота је у Енглеску стигла као франачки институт а временом је мењана и развијана.

### Скабински судови
Скабинским судовима или скабинским системом суђења назива се тип суђења у коме професионалне судије и судије-поротници чине једно веће и заједнички одлучују и о правним и о фактичким питањима. Овакав тип суђења се развио у немачким земљама, на шта указује и назив. Скабини се помињу и у старом германском праву (види горе). Поред тога у средњовековним немачким градовима постојала су већа која су управљала градовима која су се називала већа скабина и ешевана. Оригинални немачки назив за ову институцију је Schoffengerichte.
Настанак ових судова везује се за немачке државе Хановер, Пруску и Саксонију на прелазу из средњег века у Нови век. Паралелно са оваквим судовима постојао је инквизициони судски поступак који је иначе карактеристичан за континенталну Европу током Средњег и Новог века све до Француске револуције .
Када је 1877. године читав немачки Рајх добио јединствену организацију правосуђа, постојала су три типа кривичних судова. За најлакша кривична дела судио је професионални судија-појединац, за средње тешка кривична дела судио је скабински суд а за најтежа суд уз пороту, по француском узору. Потпуна замена пороте скабинским судом извршена је у Немачкој 1924. године.

## Историјат у јужнословенским земљама

### Србија
На присуство лаика у суђењу наилази се још у средњовековној Србији у одредбама Душановог законика. Овде се порота јавља у више видова, а првенствено као доказно средство, налик оној у раном енглеском праву. Поред тога Душанов законик назива поротом и нешто што би се понајпре могло назвати изабраним судом. Тако се у одређеним случајевима ad hoc образовало судско тело, које су чинили лаици, грађани које су предлагале странке у поступку.
Увођење института пороте и присудитељства извршено је у Србији у другој половини 19. века. Увођење пороте у српски правосудни систем тражено је први пут на Великој народној скупштини у Топчидеру 1868. године, а ти захтеви преточени су у члан 117. Устава из 1869. године којим се гарантује постојање пороте.
И поред тога што је било предвиђено увођење чистог поротног система надлежни у Србији сматрали су да би то било сувише опасно јер би услед манипулације поротницима на разне начине могло доћи до неоправданих ослобађајућих пресуда. Закон о пороти објављен је 31. октобра 1871. године а ступио је на снагу 1. јануара 1872. године. Био је прихваћен систем мешовитог, скабинског суда, састављеног од тројице професионалних судија и четворице поротника из народа који су заједнички решавали само о кривици оптуженог.
Сматра се и да је још један разлог за увођење лаичког елемнта у суђење било и превазилажење ограничења теорије формалних доказа која је била усвојена у Закону о кривичном поступку 1865. године.
И поред напора да се то спречи дешавало се да поротници подлежу утицајима, пре свега страху од освете. О том проблему изјаснио се и министар правде, чувени српски правник Гига Гершић 1892. године. Због тога је 1892. године донет нов Закон о пороти по коме у суд поред тројице државних судија улази и четири поротника и то двојица из места у коме је првостепени суд а само двојица из места из кога је оптужени. Ни ове мере нису дале резултата, па је закон 1895. године измењен тако да су већину у већу чиниле тројица професионалних судије према двојица судија-поротника. Само један од судија-поротника био је из општине у којој је кривица учињена. Овакво уређење остаће на снази и у Краљевини Југославији до 1929. године, на територијама где је важило српско право.

### Јужнословенске земље под аустроугарском влашћу
У Војводину и Међумурје порота је уведена као и на осталом делу угарског правног подручја Законом о кривичном поступку. Поротни суд енглеског типа био је састављен од тројице професионалних судија и дванаест поротника и надлежан за најтеже деликте.
У Хрватској на средњовековни корен поротног суђења наилази се у Винодолском законику из 1288. године. Овде су као доказно средство постојали клеветници (они који се заклињу, правилније би било клетвеници) под називом ротници, рота и поротници, са назначењем потребног броја поротника у појединим случајевима.
Порота у савременом смислу уведена је у Хрватску у другој половини 19. века као и у Србији. Законом о казненом поступку у тисковном подручју уведена је порота у Хрватску и Славонију 18. маја 1875. године а састав пороте био је уређен Законом о поротничким именицима. Поротни суд био је састављен од судског већа које су чинили председник већа и двојица професоналних судија и пороте од дванаест поротника.
У Далмацији, Словенији и Истри порота је уведена аустријским Законом о кривичном поступку од 23. маја 1873. године. Састав пороте био је одређен Законом о састављању поротничких именика. Поротни суд, састављен од тројице професионалних судија и дванаест поротника, био је надлежан за злочине и преступе учињене путем штампе, као и за друге деликте предвиђене у чл. VI уводног Закона за Закон о кривичном поступку.
У Босну и Херцеговину скабински судови уведени су 30. јануара 1891. године Законом о казненом поступку који су донеле окупационе аустроугарске власти. Разлог за увођење оваквог суда у Босну и Херцеговину био је и недостатак правно образованог кадра. Ови судови били су надлежни за кривичне ствари и из свог састава је искључивала грађане без имовине.

### Краљевина Југославија
За Краљевину СХС, касније Краљевину Југославију, карактеристичан је правни партикуларизам. Подручја која су ушла у састав нове државе задржала су предратни правни поредак. Посао на кодификацији и унификацији права није био окончан у целини до Другог светског рата. Окончање овог посла, у сасвим различитом државном уређењу и основама, биће извршен у другој југословенској држави.
У материји кривичног процесног права ситуација је нешто другачија. Правни партикуларизам је у овој области владао до доношења Закона о судском кривичном поступку за Краљевину СХС од 16. фебруара 1929. године. До тада је на одговарајућим подручјима био примењиван присудитељски и поротни систем. Закон је направио потпуни заокрет и укинуо учешће лаичког елемента у суђењу и за вршење правосудне функције одређује само професионалне судије. Мотиви за овакав потез налазе се у општој политичкој атмосфери жестоких политичких сукоба и жељи централне власти да има већу контролу над судским процесима. Краљевина СХС је уз Холандију постала друга европска земља која нема учешће грађана у суђењу.

### Југославија после Другог светског рата
У периоду Другог светског рата на елементе учешћа лаика у суђењу може се наћи у суђењима која су организована на територији под контролом НОВЈ. Облици суђења су били различити. У почетку су постојали сви елементи народног суђења, пред окупљеним грађанима, као и суђења која су спроводили Народноослободилачки одбори. Правно, порота је уведена на основу посебног упутства НКОЈ из 1944. године, којим се препоручивало формирање судских већа састављених од сталних и повремених чланова. На основу овог акта донета су одговарајућа упутства за формирање судова, а судије-лаици (присудитељи, или присједници како су још називани) били су у потпуности изједначени са сталним члановима у погледу њихове функције. Закон о уређењу народних судова из 1945. године је озваничио такво стање прописујући трочлана судска већа састављена од једног судије, коме стручност није била примаран критеријум за избор што се правдало тадашњим стањем после револуционарних промена, са двојицом присудитеља. Слично је учињено и у систему војних судова с тим што су присудитељи бирани из војних редова.
Устав од 1946. године унео је терминолошке промене (назив присудитељ замењен је термином судија-поротник) али је суштински систем задржан. Нови Закон о уређењу судова, донет на основу устава, увео је и институцију судије појединца за одговарајуће спорове. Занимљиво решење је усвојено у погледу другостепених поступака. Другостепена већа била су састављена од професионалних судија али уколико није било могуће наћи довољан број судија / sic! / веће је било састављано од судије и двојице политички подобних судија-поротника. Законом су детаљно регулисана по први пут питања накнаде трошкова судија поротника, њиховог избора, разрешења, изузећа, кажњавања и друга питања.
Закон о уређењу народних судова из 1954. године увео је термин повремени судија, а критеријуми за избор судије (завршен правни факултет) и судије-поротника (држављанство, 27 година старости и способност за вршење функције) постају строжи. Законик о кривичном поступку из исте године уводи за тешка кривична дела (запрећена смртна казна или казна од 20 година строгог затвора) нови облик петочланог већа које чине двојице судија и тројице судија-поротника. Грађани нису више учествовали у другостепеним поступцима ни пред врховним судовима.
На основу Устава из 1963. године, донет је скуп закона 1965. године којима су уведене новине у ову материју. У другом степену, када веће расправља по жалби, предвиђено је веће састављено од двојице судија и тројице судија-поротника. Ово је важило и за републичке врховне судове. Судије-поротнике је бирала скупштина друштвено-политичке заједнице, на начин који је био различито регулисан у републикама СФРЈ.
Закон о кривичном поступку из 1976. године предвиђао је да за кривична дела за које се по закону може изрећи казна затвора у трајању од 15 година или тежа казна суди првостепено веће састављено од двојице судија и тројице судија-поротника. За кривична дела за која се по закону могла изрећи блажа казна судило је ве-ће састављено од једног судије и двојице судија-поротника. За прописану новчану казну или казну затвора до једне године судио је у првом степену судија поједнац.
Састав другостпеног већа зависио је да ли се ствар решава на седници већа (у ком случају нису учествовали грађани) или на главном претресу када је задржано старо петочлано веће.